# Schloss Essenburgh

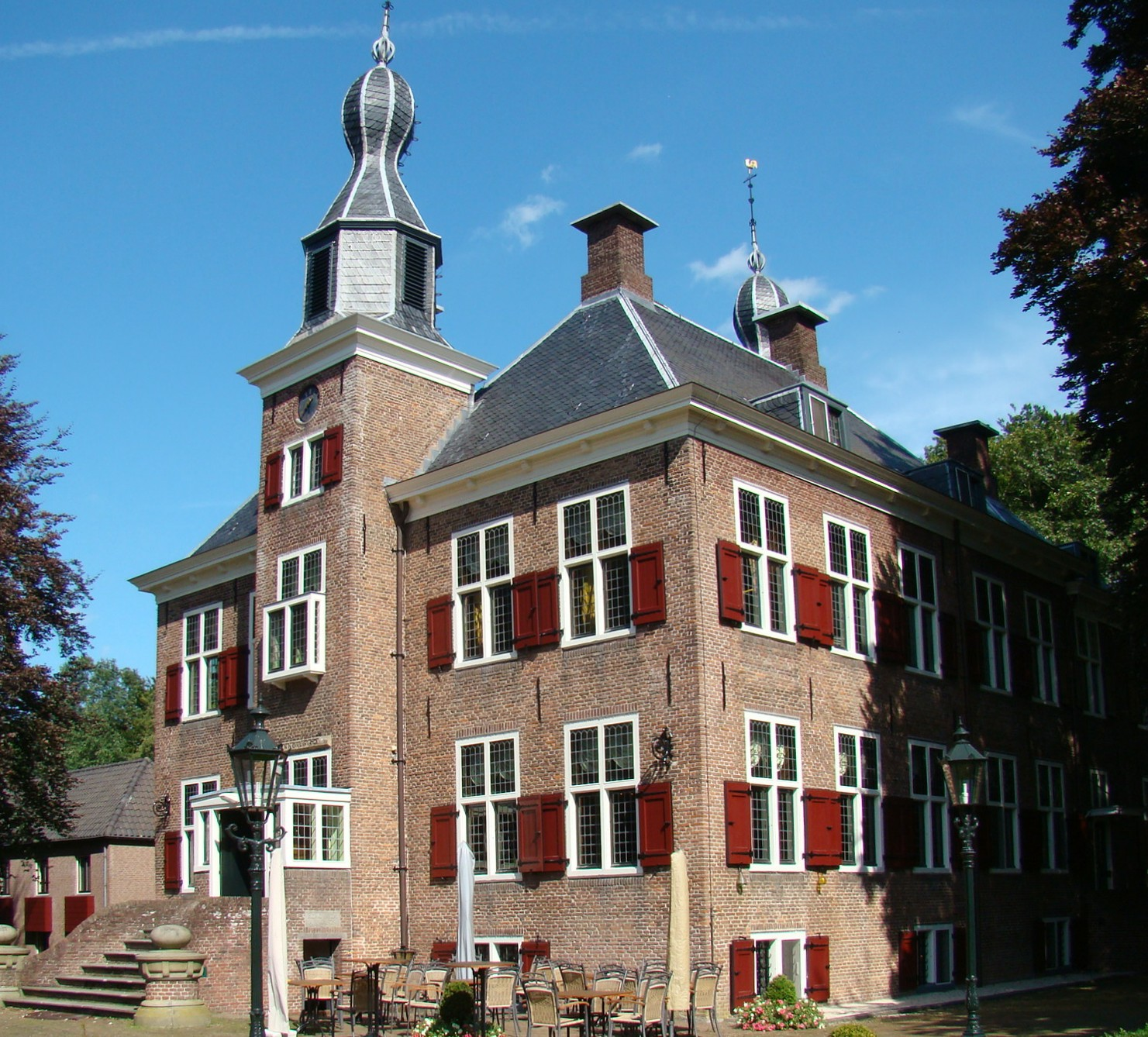
Schloss Essenburgh

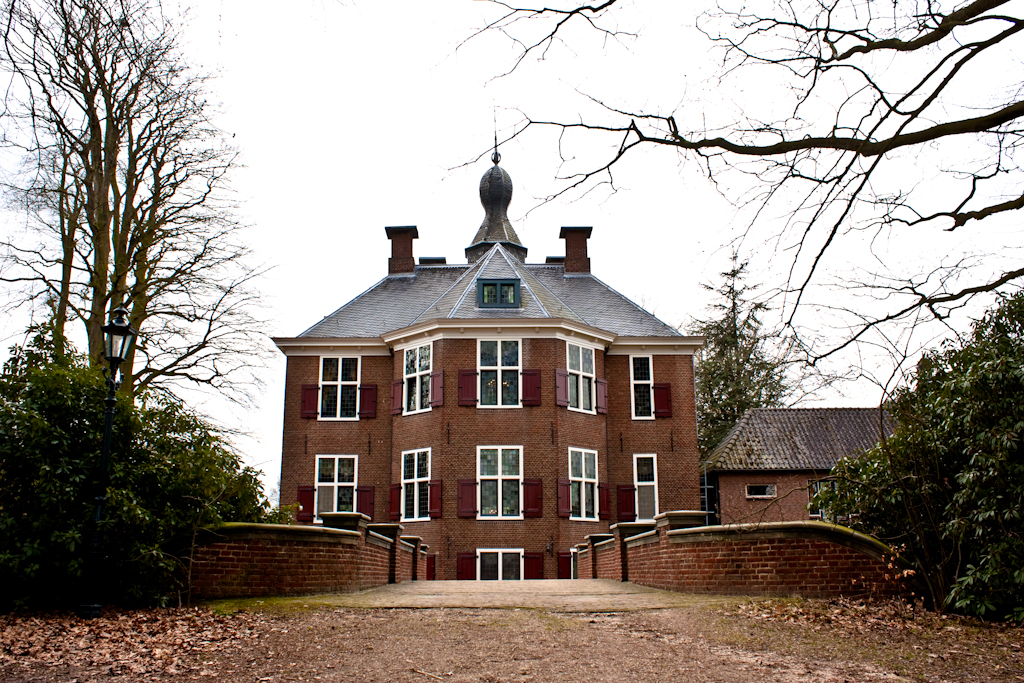
Rückansicht

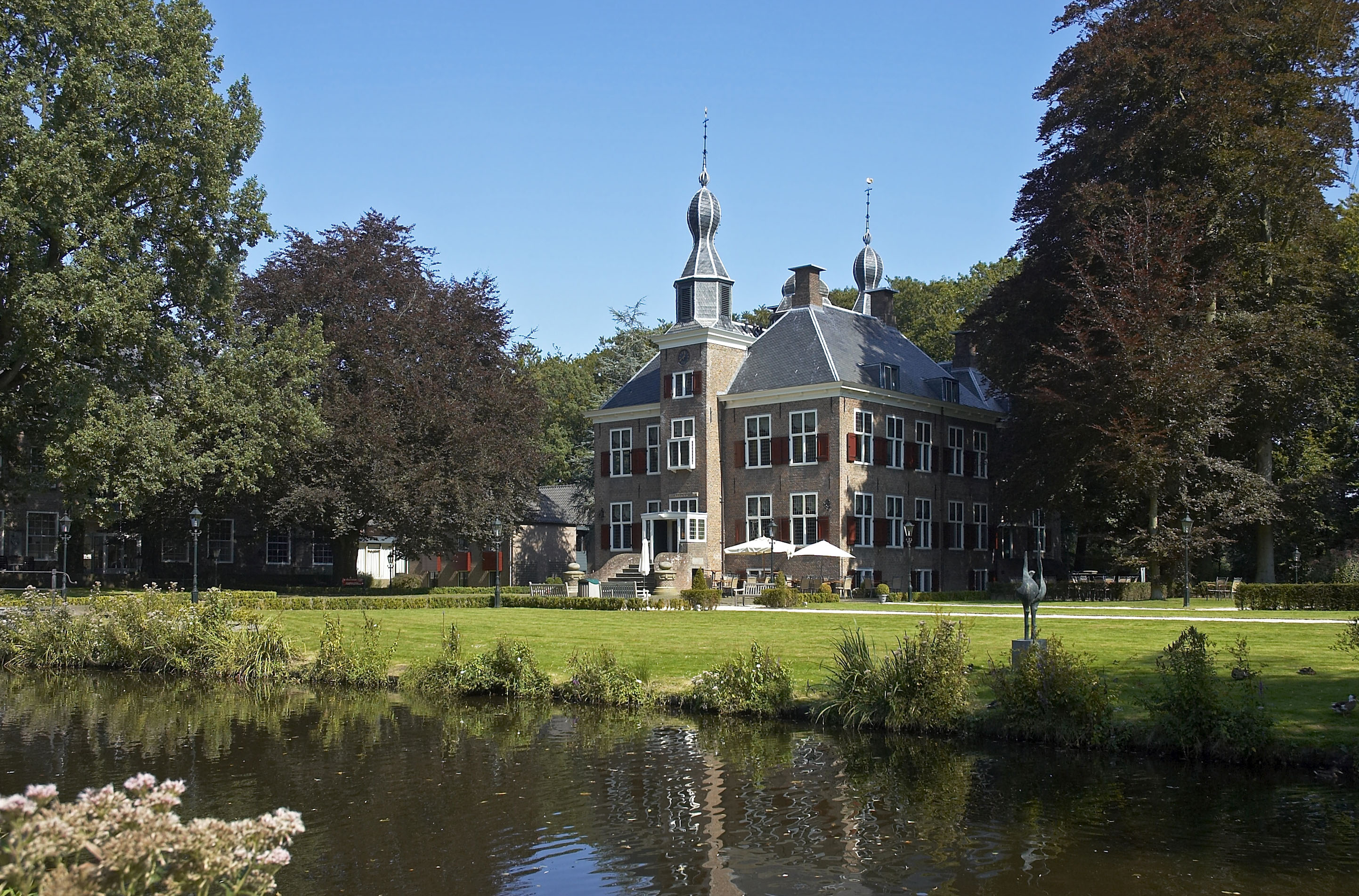
Lage im Park

Schloss Essenburgh (niederländisch Kasteel De Essenburgh) ist ein Schloss und Landgut in der Gemeinde Harderwijk, gelegen zwischen den Dörfern Hierden und Hulshorst, in der niederländischen Provinz Gelderland. Bis 1929 wurde der Name Essenburg (ohne h) verwendet. Das Schloss ist ein geschütztes Kulturdenkmal.

## Geschichte
Der Fassadenstein erwähnt das Jahr 1652. In mehreren Publikationen wird jedoch ein mittelalterlicher Vorgängerbau erwähnt, obwohl die archäologische Forschung keine Spuren eines früheren Gebäudes gefunden hat. Der Erbauer ist bekannt: Johan Coolwagen. Er ließ es als Statussymbol bauen, um einen Platz in der Ritterschaft von Veluwe zu erhalten. Dies scheiterte und Johan Coolwagen musste das Haus schließlich an seine Gläubiger verkaufen.
Nachdem das Schloss im Besitz von mehreren Familien gewesen war, kam es 1721 durch Heirat an die Familie van Westervelt. Es blieb in der letztgenannten Familie bis 1817, als es an Samuel Johannes Baron Sandberg, Herr von Essenburg (1778–1854), überging, der 1803 Aleyda Johanna van Westervelt (1785–1862), Tochter von Anthony Pieter van Westervelt, Herr von Leuvenum (1750–1823), heiratete, welches letzte Haus ebenfalls an die Familie Sandberg überging. Einige Nachkommen der Sandbergs erhielten eine Namensänderung in Van Westervelt Sandberg, in Erinnerung an ihre Vorfahren aus Essenburg und Leuvenum. Aufgrund finanzieller Schwierigkeiten musste der letzte Besitzer aus der Familie Sandberg, Bürgermeister Heribert Willem Aleid Sandberg, Herr von Essenburg (1867–1945), in den Jahren 1924 bis 1927 das gesamte Anwesen in mehr als 150 Parzellen sowie die Höfe, Häuser und schließlich das Schloss verkaufen. Er ließ auch notariell beurkunden, dass der Name Essenburg nie wieder verwendet werden sollte, dass der Name Sandberg auf der Orangerie verschwinden sollte, ließ vermutlich das Familienarchiv verbrennen und starb dann kinderlos in Den Haag. Damit endete, nach mehr als zwei Jahrhunderten, die Besetzung des Hauses durch die Familien Van Westervelt und Sandberg.
Im Jahr 1929 wurde das vernachlässigte Schloss, nachdem es in den Händen von Spekulanten war, von der Kunsthistorikerin Dr. Johanna Suzanna de Jongh (1877–1946), der Witwe von Adriaan Goekoop (1859–1914), gekauft. Sie ließ das Schloss gründlich renovieren, weshalb die Fenster an der Front und am Eingang nicht mehr original sind, und brachte an der Fassade eine Tafel mit dem Text: „Renovata anno 1929“ an. Sie gab ihm den neuen Namen Essenburgh, entsprechend den Forderungen des letzten Sandberg-Besitzers. Im Jahr 1935 verließ sie das Schloss und zog nach Ginneken. Im Jahr 1944 verkaufte sie es an Bernard Carp (1901–1966), der es 1950 an die Norbertiner weiterverkaufte.
Im Jahr 1950 kauften die Norbertiner der Abtei von Bern in Heeswijk-Dinther (Provinz Noord-Brabant) das Schloss und die angrenzenden Gebäude. Das Klostergebäude wurde als Priorat in Gebrauch genommen. Ab 1969 richteten die Norbertiner im Schloss ein Ausbildungszentrum ein. 1992 wurde auf dem Gelände ein zweites Kloster gegründet, die Communiteit Mariengaard, eine Gemeinschaft für weibliche Norbertiner.
Bis zur kommunalen Neueinteilung 1972 gehörte die Essenburgh zum Dorf Hulshorst in der Gemeinde Nunspeet. Seitdem befindet sich die Essenburgh in Hierden und ist Teil der Gemeinde Harderwijk. 
Das Anwesen ist zugänglich; das Haus (derzeit als Hotel genutzt) und die Umgebung sind nicht frei zugänglich.

## Trivia
Der Architekt Peter Hendrik van Lonkhuyzen, der das Huis te Leuvenum entwarf, baute das Haus 1921–1923 nach demselben Entwurf wie De Essenburgh, bevor es 1929 umgebaut wurde. Beide Häuser waren in den 1920er Jahren im Besitz von Nachkommen der Adelsfamilie Sandberg.